# Street Sounds Hip Hop Electro 16
Street Sounds Hip Hop Electro 16 er det 16. opsamlingsalbum i en serie og blev udgivet i 1986 af StreetSounds. Albummet udkom som LP-plade og kassettebånd og består af ni electro og old school hip hop numre mixet af Herbie Laidley.

## Sporliste
| 1. | "Cabbage Patch"                |                                 | -:-- |
| 2. | "New Generation"               | The Classical Two               | -:-- |
| 3. | "Paybacks A Mutha"             | King Tee with D.J. Keith Cooley | -:-- |
| 4. | "Cold Gettin' Dumb II (Remix)" | Just-Ice                        | -:-- |

| 1. | "Travelling At The Speed Of Thought" | Ultramagnetic M.C.'s | -:-- |
| 2. | "Rap Will Never Die (Part II)"       | M.C. Shy-D           | -:-- |
| 3. | "2 Live Is What We Are"              | The 2 Live Crew      | -:-- |
| 4. | "He Cuts So Fresh"                   | Marley Marl          | -:-- |
| 5. | "Pleasure Seekers"                   | Faze One             | -:-- |